# Louis Truscott
Louis Truscott (Houston, Texas, 7 de octubre de 1978) es un entrenador y exjugador de baloncesto estadounidense. Luego de jugar cuatro temporadas en la División I de la NCAA con los Nebraska Cornhuskers y los Houston Cougars, jugó profesionalmente en ligas menores de su país -CBA, USBL y NBDL- antes de comenzar una carrera de trotamundos que lo llevó por doce países de tres continentes diferentes. Tras retirarse se desempeñó como entrenador de baloncesto de equipos universitarios. 

## Trayectoria como jugador

### Clubes
| Club                      | País           | Año       |
| ------------------------- | -------------- | --------- |
| Gary Steelheads           | Estados Unidos | 2003      |
| Florence Flyers           | Estados Unidos | 2004      |
| London Towers             | Reino Unido    | 2004      |
| Asheville Altitude        | Estados Unidos | 2005      |
| Oklahoma Storm            | Estados Unidos | 2005      |
| Correcaminos UAT Reynosa  | México         | 2005      |
| Nonis                     | Bolivia        | 2005      |
| Paysandú BBC              | Uruguay        | 2005      |
| Ferro                     | Argentina      | 2006      |
| Deportes Ancud            | Chile          | 2006      |
| Universidad de Concepción | Chile          | 2007      |
| Echagüe                   | Argentina      | 2007      |
| Paysandú BBC              | Uruguay        | 2007      |
| BC Mureș                  | Rumania        | 2008      |
| Benfica                   | Portugal       | 2008      |
| Elizur Ashkelon           | Israel         | 2008-2009 |
| Trotamundos de Carabobo   | Venezuela      | 2009      |
| San Martín de Corrientes  | Argentina      | 2009      |
| Belgrano de San Nicolás   | Argentina      | 2010      |
| Siarka Jezioro Tarnobrzeg | Polonia        | 2010-2011 |
| Quilmes de Mar del Plata  | Argentina      | 2011-2012 |
| Estrellas Occidentales    | Venezuela      | 2013      |
| Halcones del Norte        | Colombia       | 2013      |